# Mola Grosa
Mola Grosa är ett berg i Spanien.   Det ligger i provinsen Província de Tarragona och regionen Katalonien, i den östra delen av landet, 300 km öster om huvudstaden Madrid. Toppen på Mola Grosa är 1 015 meter över havet, eller 94 meter över den omgivande terrängen. Bredden vid basen är 0,89 km.
Terrängen runt Mola Grosa är varierad.Runt Mola Grosa är det ganska tätbefolkat, med 65 invånare per kvadratkilometer. Närmaste större samhälle är Tortosa, 18,6 km sydost om Mola Grosa. 